# Tunilla
Tunilla  este un gen de cactus originar din America de Sud.

## Specii
- Tunilla albisetacens
- Tunilla chilensis
- Tunilla corrugata
- Tunilla erectoclada
- Tunilla ianthinantha
- Tunilla minuscula
- Tunilla orurensis
- Tunilla silvestris
- Tunilla soehrensii